# غلي بلاغ
غلي بلاغ (بالفارسية: گلی‌بلاغ) هي مستوطنة تقع في قسم تشاراويماق المركزي في إيران. يقدر عدد سكانها بـ 64 نسمة .